# Initial D (film)
Initial D (頭文字D, Tau man ji Dè) è un film del 2005 diretto da Andrew Lau e Alan Mak.
È un adattamento cinematografico della serie manga giapponese Initial D. Il personaggio principale, Takumi Fujiwara, è interpretato da Jay Chou nel suo debutto come attore cinematografico.

## Trama
Takumi Fujiwara è uno studente delle superiori che consegna tofu in piena notte sul Monte Akina con la Toyota Sprinter Trueno AE86 di suo padre Bunta. Durante il giorno lavora anche part-time in una stazione di servizio con il suo amico Itsuki, figlio del proprietario, il quale, espulso dal liceo, aspira a diventare un pilota di strada. Natsuki Mogi, un'affascinante compagna di classe segretamente innamorata di Takumi, gli sorride. Successivamente si vede la ragazza in auto con un uomo benestante alla guida di una Mercedes. L'uomo consegna una busta contenente del denaro alla ragazza, sostenendo che se li sia meritati.
I piloti di strada Takeshi Nakazato dei NightKids, che guida una Nissan Skyline GT-R (R32), e Ryousuke Takahashi dei RedSuns, che guida una Mazda RX-7 (FC), dopo una gara sul Monte Akina, parlano di corse a vicenda. Ryousuke rivela a Takeshi le sue debolezze alla guida e gli errori che compie nel controllo in curva dell auto. Takeshi, venuto a sapere di un grande pilota che lavora presso la stazione di servizio di Itsuki, visita il luogo per lanciare una sfida al dio delle corse del Monte Akina. Itsuki (con Takumi al suo fianco) arriva per difendere quel titolo, ma durante la gara compie svariati errori, mostrando la sua inettitudine e danneggiando la sua Nissan Silvia . Tuttavia, Takeshi viene successivamente sconfitto in una gara non ufficiale dall'AE86. Takeshi ritorna alla stazione di servizio per chiedere chi possiede quel modello di Toyota, aggiungendo di aver letto il nome di una ditta di consegne di tofu sulla fiancata della macchina. Yuuchi invita Bunta in un locale dove, dopo aver bevuto ,gli chiede se ha corso di nuovo, battendo una Skyline. Scopre cosi che Takumi ha guidato l'AE86 negli ultimi cinque anni per le consegne sul monte Akina (iniziando quindi a soli 13 anni) e ha costantemente migliorato le sue capacità di guida. Natsuki intanto, vuole andare ad un appuntamento in spiaggia con Takumi, quindi Bunta accetta di prestargli la macchina e riempire il serbatoio a condizione che vinca la gara ad Akina contro Takeshi.
Con Ryousuke, Itsuki e gli altri RedSuns e NightKids che guardano, Takumi sconfigge Takeshi nella gara di discesa. Lui e Natsuki, si vanno a divertire all'appuntamento in spiaggia. Itsuki acquista a sua volta una Trueno e chiede a Takumi di insegnargli a correre. A metà della montagna, Seiji Iwaki della squadra dell'Imperatore nella sua Mitsubishi Lancer Evolution IV, li schernisce e fa arrabbiare Takumi al punto da correre e sconfiggere Seiji, facendo roteare quest'ultimo e danneggiare il lato del suo Evo.
Takumi scopre che l'auto di Itsuki non si comporta come l'auto di suo padre. Dapprima Yuuchi e successivamente Ryousuke gli dicono che l'auto è stata messa a punto e modificata su misura. Takumi capisce che il lavoro svolto da suo padre per migliorare l'auto è eccezionale e accetta di gareggiare con Ryousuke in tre settimane, ma in discesa, il leader della squadra dell'Imperatore Kyouichi Sudo nella sua Lancer Evo III (E3) sorpassa Takumi, sfidandolo. Durante la discesa, il motore dell'AE86 si guasta. Ryousuke dice a Takumi che sfiderà Kyouichi e si offre di prestargli una delle sue macchine, ma Takumi rifiuta: lui vuole gareggiare solo con la sua auto. Bunta dice a Takumi che Natsuki ha chiamato a casa,avvisandolo che è in visita nella sua città natale da due settimane. Bunta e Yuuichi intanto, hanno equipaggiato l'AE86 con un nuovo motore da corsa. Takumi cerca di adattarsi alle nuove modifiche dell'auto, fino a quando Bunta non gli mostra come sfruttare al meglio la nuova meccanica della AE86.
Dopo aver visto Natsuki con il ragazzo della Mercedes uscire da un love hotel, Itsuki al lavoro dice a Takumi che la sua ragazza è una prostituta. I due litigano e hanno uno scontro. Il pomeriggio prima della gara pensa di vedere Natsuki in una Mercedes bianca ad un passaggio a livello. La insegue ma non riesce a raggiungerla. In seguito chiama Natsuki, che gli dice che si trova ancora fuori città e che tornerà solo quella sera. In realtà una volta terminata la chiamata, veniamo a sapere che si trova in compagnia del facoltoso uomo con la Mercedes a cui dice di non volersi più vedere.
Allo scontro, Ryousuke si offre di fare squadra con Takumi per sconfiggere Kyouichi, ma Takumi rifiuta. Durante la gara, Ryousuke lascia passare Kyouichi definendo questo gesto "strategia di gara" e lo segue da vicino. Ryousuke e Takumi usano il trucco del bordo strada per superare Kyouichi. Nonostante i messaggi di avvertimento di un guidatore che sale su per la collina, l'E3 di Kyouichi cerca di sorpassare i due ma è costretto a deviare dalla strada dall'auto in arrivo e si lancia dalla scogliera, cadendo sulla strada sottostante. Ryousuke supera Takumi nei cinque tornanti finali. Bunta spiega agli osservatori che le gomme dell'FC stanno perdendo aderenza e che Takumi ha ancora una possibilità. In un flashback si sente Bunta dire a suo figlio che in tutti quegli anni lui ha sempre e solo gareggiato da solo e che, ancora una volta, non dovrà far altro che pensare solo a superare sé stesso. Takumi al limite, supera Ryousuke nell'ultima curva per vincere la gara.
Ryousuke, offre a Takumi di unirsi al suo nuovo team da corsa, Takumi prende tempo e va a trovare Natsuki. Tuttavia, vede il ragazzo con la Mercedes lasciare Natsuki con un abbraccio. Takumi e Natsuki si vedono ma Takumi corre via, mentre Natsuki cade a terra piangendo. Takumi si allontana in auto e scoppia in lacrime. Takumi, una volta giunto a casa, chiama Itsuki per scusarsi e poi chiama Ryousuke per accettare la sua offerta di unirsi al team di Ryousuke (Progetto D).

## Distribuzione
Initial D è stato distribuito il 23 giugno 2005 in diversi mercati asiatici tra cui Hong Kong, Giappone, Tailandia, Singapore, Corea del Sud, Taiwan e Cina continentale. Il film ha debuttato in Nord America al The Imaginasian Theatre di New York City

## Accoglienza

### Critica
Sul sito Rotten Tomatoes, il film ha ricevuto un indice di gradimento del 33% sulla base di 6 recensioni, con una valutazione media di 4,1 / 10.

## Riconoscimenti
Initial D ha vinto sei premi su 15 candidature al 42° Golden Horse Awards nel 2005 e al 25° Hong Kong Film Awards nel 2006.

## Influenza culturale
Il film ha ispirato, per stile ed elementi della trama, il film The Fast and the Furious: Tokyo Drift del 2006.